# Modèle de Shannon et Weaver
Le modèle de communication de Shannon et Weaver a été appelé « la mère de tous les modèles ». Les chercheurs en sciences humaines et sociales utilisent ce terme pour désigner un modèle intégrant diverses notions : source d'information, message, émetteur, signal, canal, bruit, récepteur, destination de l'information, probabilité d'erreur, codage, décodage, entropie moyenne, débit d'un canal, etc.

## Histoire
En 1948, Claude Shannon publie A Mathematical Theory of Communication (« Une théorie mathématique de la communication »), un article en deux parties dans les numéros de juillet et d'octobre du Bell System Technical Journal,. Dans cet ouvrage fondamental, il exploite les outils de la théorie des probabilités, développée par Norbert Wiener, que l'on commençait alors à appliquer à la théorie de la communication. Shannon y définit une entropie de l'information comme une mesure de l'incertitude dans un message, tout en inventant ce qui deviendra la forme dominante de théorie de l'information.
Le livre The Mathematical Theory of Communication (« La théorie mathématique de la communication »), co-écrit par Shannon et Warren Weaver, reproduit l'article de 1948 écrit par Shannon et sa vulgarisation proposée par Weaver, accessible au profane. En fin de compte, Weaver reproduit l'article de Shannon, rédige une introduction de 28 pages pour un livre de 144 pages, et change le titre de « Une théorie mathématique...» pour « La théorie mathématique...». Les notions proposées par Shannon ont été popularisées (après relecture par Shannon) par John Robinson Pierce dans son ouvrage de vulgarisation An Introduction to Information Theory : Symbols, Signals, and Noise.

## Concept, popularité, critiques
Le terme « modèle de Shannon et Weaver » est largement adopté dans les domaines des sciences sociales tels que l'éducation, les sciences de la communication, l'analyse organisationnelle, la psychologie, etc. Parallèlement, il a été l'objet de beaucoup de critiques en sciences sociales, où certains chercheurs le jugent « inapproprié pour représenter les processus sociaux »  et « une représentation trompeuse de la nature de la communication humaine ». Ses détracteurs citent la simplicité excessive du modèle et son incapacité à tenir compte du contexte. En ingénierie, mathématiques, physique et biologie, les idées de Shannon sont utilisées plus littéralement et sont appelées la « théorie de Shannon », ou « théorie de l'information ». Cela signifie que partout, hormis pour les sciences sociales, on parle de « théorie de l'information de Shannon » et non pas de modèle de Shannon et Weaver. C'est donc une mauvaise interprétation qui a conduit à attribuer une partie de la paternité de la théorie de l'information à Warren Weaver[source insuffisante].